# Кызылбаши

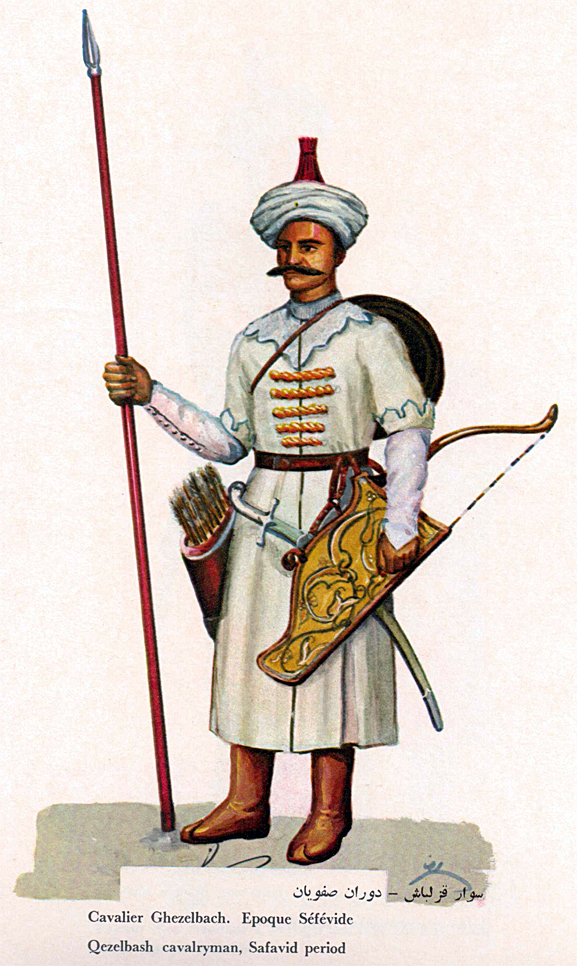
Кызылбаш

Кызылбаши, кизильбаши (от тюркск. «красноголовые», азерб. Qızılbaş, перс. قزلباش‎ [Qizilbāsh], тур. Kızılbaş) — первоначально объединение туркоманских кочевых племён устаджлы, шамлу, румлу, афшар, зулькадар, текели, каджар и других, говоривших на азербайджанском языке. Позднее кызылбашами стали обозначать всех подданных Сефевидского государства, независимо от их этнической принадлежности (у турок термин стал употребляться лишь в отношении персов).
В настоящее время под названием «кызылбаши» известна этническая группа в Афганистане. В Турции под термином «кызылбаши» (алеви) известны приверженцы крайней шиитской секты али-илахи, к которым относятся племена юрюков, часть туркмен и частично курды (племена белликан, милан, балашагхи, курешли, кочкири).

## История

### Орден «Сефевие»
Племена тюрков-огузов между XI и XV веками расселились на широком пространстве Малой Азии, Армянского нагорья, Сирии, Азербайджана и Ирана; часть их входила в племенные объединения Кара Коюнлу и Ак Коюнлу. Они подпали под влияние суфийского ордена «Сефевие», чьи шейхи имели резиденцию в Ардебиле, но не имели светской власти, так как владетелями Ардебиля были эмиры из тюркского племени джагирлу. Изначально в союзе было семь огузских племён, признавших себя мюридами сефевидского шейха: шамлы, румлу, устаджлы, текели, афшар, каджар, зулькадар; но в XV веке упоминаются также и другие тюркские племена, примкнувшие к Сефевидам: баят, караманлы, байбуртлу и другие. Кызылбаши давали обет верности своим шейхам. У них был даже собственный клич на азербайджанском языке: «Qurban olduğum, sədəqə olduğum pirim, mürşidim» («О мой духовный наставник и учитель, жертвой которого я являюсь»). Влияние воинственных тюркских племён изменило характер ордена. Жан Обен приводит текст, где говорится, что в братстве кызылбашей «не было ни твоего, ни моего, а ели они всё, что имели, сообща». Кызылбаши брили бороды, отпускали длинные азербайджанские усы, а на бритой голове оставляли чуб. Со слов агента Московской компании Лайонеля Плэмтри, побывавшего в Сефевидской империи в 1568—1574 годах, длина чуба могла достигать 2 футов (~ 61 см), а её обладатели верили в то что с помощью него они легче перенесутся на небо, когда умрут.
Шиитская пропаганда сефевидских шейхов нашла больше всего сторонников в Малой Азии. Там, в результате политики османских султанов, которые начиная с Баязида I всё больше опирались на турецких оседлых феодалов Румелии, отодвинутые на задний план кочевые феодалы Малой Азии были недовольны такой политикой. Уже с XIII века шиизм распространялся в Малой Азии. А позднее, на рубеже XV и XVI вв, по сведениям венецианских посланников (1514 г.), 4/5 жителей Малой Азии были шиитами. Малоазиатские кочевые тюркские племена стали опорой и главной силой ордена Сефевийе. Под энергичным руководством юного Шейха Джунейда сефевидский орден превратился в объединяющий центр для туркоманов-диссидентов, проживавших во владениях Османов, Ак-Коюнлу, Зульгадаров и Мамлюков. Из представителей тюркских племён формируются отряды добровольцев-газиев, которые во второй половине XV века совершают набеги под лозунгом священной войны на Грузию, Трапезунд и Дагестан. Шейх Гейдар придал им крепкую организацию и обязал носить вместо прежней туркоманской папахи шапку с 12 пурпурными полосками в честь 12 шиитских имамов. Есть версия о том, что Шейх Гейдар, пятый по счету глава Сефевидов, увидев во сне божественное откровение, потребовал от своих сторонников носить красную чалму с двенадцатью клиньями в честь двенадцати шиитских имамов, красный цвет же означал головной убор тюркской военной знати-тимариотов в Османской империи (были заменены янычарами), с которыми пытался сблизиться Шейх Гейдар. С тех пор эти племена начали называть кызылбашами (азерб. красноголовые). Так орден Сефевие в XV веке превратился в военное братство тюркских кочевников, своего рода духовно-рыцарский орден. Кызылбашские мюриды, подобно первым последователям пророка Мухаммеда отличались боевым фанатизмом и шли на смерть ради веры. Они были организованы и духовно управляемые халифами, которые назначались халифатом аль-хулафа (титул шаха в ордене), они собирали и посылали деньги шаху в качестве одной из религиозных обязанностей, и самое главное, они считали каждого шаха наивысшим религиозным авторитетом, своим совершенным духовным наставником (мюршиди-камилем).

### Сефевидское государство

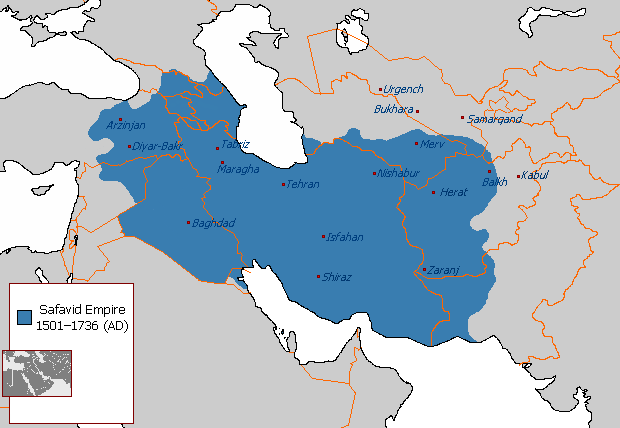
Сефевидское государство

Основными последователями Сефевидов были кызылбаши из Азербайджана и Анатолии. В 1501 году 7000 кызылбашей разгромили 30-тысячное войско султана Алванда Ак-Коюнлу, и после коронации в Тебризе юный шейх Исмаил стал первым шахиншахом Азербайджана из династии Сефевидов. Исмаил получил основную поддержку в воцарении со стороны кызылбашей, но не пользовался такой же поддержкой в Иране и даже сталкивался с недовольством и ненавистью со стороны большинства иранцев-суннитов. Он должен был обеспечить скорейшее прибытие кызылбашей из Малой Азии, так как в глазах персов Ирана он и его сторонники были чужаками, которых они ненавидели. В успехах Исмаила большую роль сыграл его отряд из семерых близких кызылбашских советников, известный как «ахл-и ихтисас». Последний дал племени имя «шахсевены» («любящие шаха»), тогда как группы кызылбашей в Восточном Иране сохранили прежнее имя. В 1503 году в битве при Алмагулагы 12 000 кызылбашей обратили в бегство 70 000 воинов султана Мурада Ак-Коюнлу, вследствие чего власть Сефевидов распространилась на обширной территории от Ефрата до Амударьи. Сефевидская революция была результатом тщательно спланированной кампании со стороны наставников — вождей кызылбашских племён, которые держали подростка Исмаила под чутким контролем. Вскоре после восхождения на трон первого сефевидского шаха каждая провинция государства управлялась ими от его имени, и даже каждый мало-мальски значимый пост в армии был занят кызылбашским воином. Несмотря на то, что правящих Сефевидов называли шахиншахами Персии, немного спустя государство начнут называть «Царством Кызылбашей». От Каспийского моря до Персидского залива большинство наиболее плодородных земель были отданы этим племенам, и они также были освобождены от налогов. Как губернаторы различных городов и провинций, кызылбашские вожди повсюду приводили с собой свои войска, ставя гарнизоны во всех стратегических пунктах. По этой причине азербайджанский язык стал господствующим языком во многих областях Ирана. Основание Сефевидского государства было бы невозможным без военной эффективности кызылбашей. Кызылбашская элита господствовала в Иране вплоть до конца XVI века, то есть до реформ шаха Аббаса I. Из кызылбашских племён составлялось ядро феодального ополчения; их эмиры разделили между собой большую часть земельного фонда; из них назначались главные придворные сановники, наместники областей и начальники; при дворе и в войске господствовал азербайджанский тюркский язык. Центральной областью государства долго был Азербайджан.
Приход Сефевидов к власти сопровождался созданием военной аристократии из кызылбашей, которые изначально черпали свою силу от короны, но постепенно завладели безграничной властью. Поставив под контроль всю военную и административную машину Сефевидского правительства, они стали править государством так, как арабы правили не-арабскими народами в течение первых столетий Арабского халифата. Кызылбаши также обратили в шиизм некоторую часть персидского населения. В ранний период правления Сефевидов персидское население продолжало относиться с определенной враждебностью или безразличием к своим тюркским правителям. Сефевиды несомненно осознавали это, что во многом объясняет, почему они столь сильно полагались на кызылбашей. С приходом Исмаила I ко власти кызылбаши Анатолии превратились в большую угрозу для Осман угрозу, поэтому они стали их притеснять. С шах Исмаилом анатолийские кызылбаши приобрели новую возможность присоединиться к движению и помочь в установлении политического режима, в котором они заняли бы гордое и выдающееся положение. К 1510 году Османы оказались лицом к лицу с угрозой потери контроля над Анатолией. Боевым кличем анатолийских кызылбашей было «Пусть Османам останется Румелия (римские владения на Балканах), эта сторона (Дарданелл) будет под властью Сефевидов!».
В 1508—1513 году в Восточной Анатолии, находившейся под властью Османской Империи, разразилось большое восстание кызылбашей, пытавшихся присоединится к Сефевидам, которое было с трудом подавлено Османами. Ещё до похода против Сефевидов под флагом «защиты ислама», султан Селим I казнил более 40 тысяч кызылбашей, живших в его владениях.Османы были поддержаны курдами в их борьбе против кызылбашей. Это повиновение было результатом обещания султана уважать курдов и осыпать их градом подарков, если они продемонстрируют свою лояльность, сражаясь с кызылбашами. Османские элиты предпочитали курдских кочевников и крестьян кызылбашам. Это предпочтение вытекало из того обстоятельства, что курды были суннитами. Однако, наряду с этим, были и практические причины: использование их военной силы против кызылбашей и овладение кызылбашскими землями.

## Афганистан

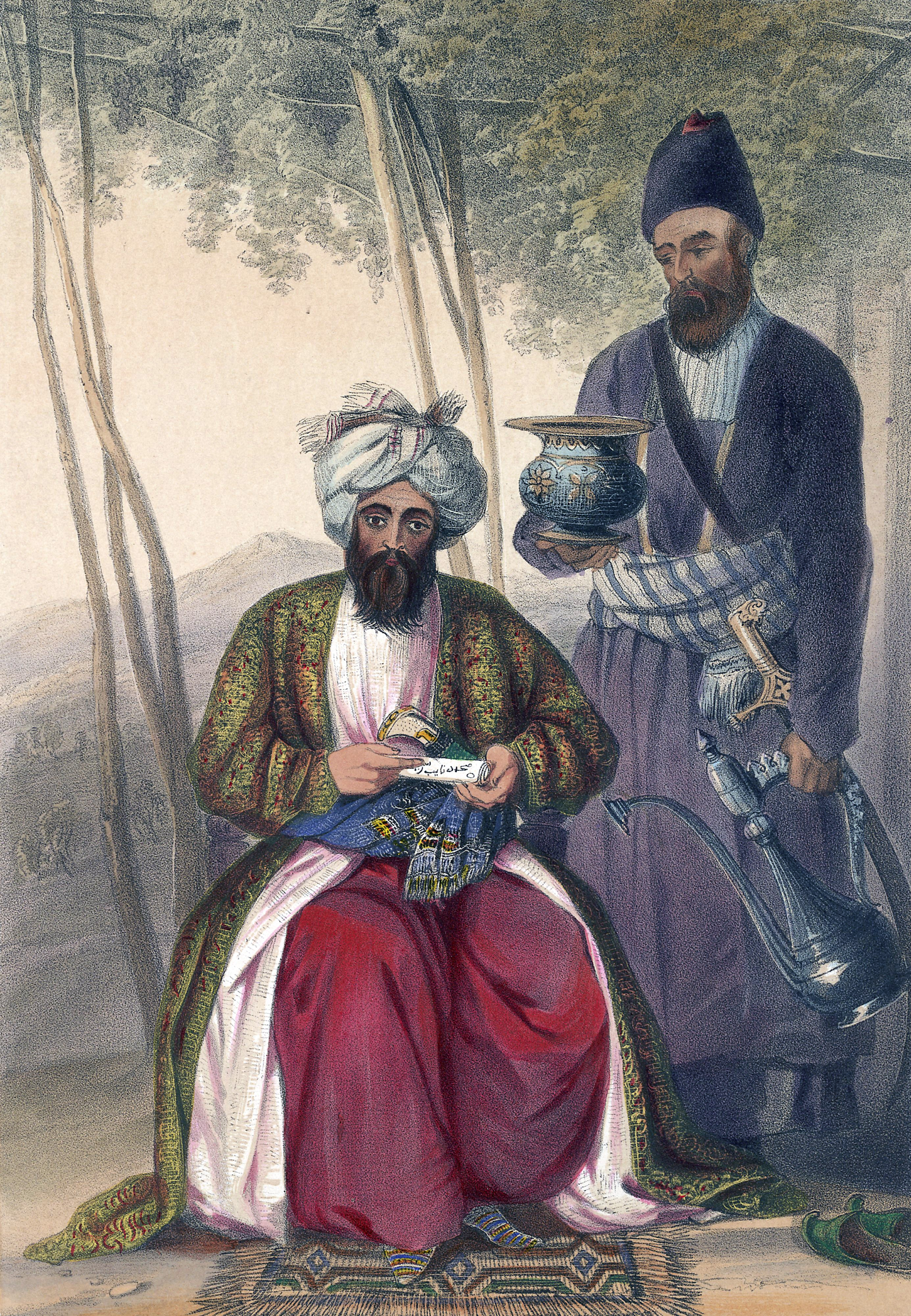
Афганские кызылбаши, XIX век

Основная статья: Кызылбаши в Афганистане
По данным на 1996 год кызылбаши составляли 1,0 % населения Афганистана. Согласно Конституции Афганистана 2004 г. кизилбаши являются одной из этнических групп, составляющий афганский народ.

## Кызылбашские племена
Первые семь кызылбашских племён, составлявшие основную силу шейхов ордена Сефевиййе, будущих шахов Сефевидского государства (Начало — середина XV в.):
- Устаджлы
- Афшар
- Каджар
- Румлу
- Шамлу
- Зулькадары
- Текели

К концу XV — нач. XVI вв. в состав кызылбашей вошли племена:
- Туркоман
- Бахарлу
- Баят
- Алпаут
- Казахлу
- Асирлу
- Варсак
- Карадаглы (суфии Карадага)
- Хырмандалы
- Талыши (не племя, ираноязычный народ, единственные не тюрки в составе кызылбашей)
- Джагирлу
- Байбурдлу

Орудж-бек Баят, более известный как Дон Жуан Персидский, в начале XVII века перечисляет 32 кызылбашских племени.